# Dominique Lemoine
Dominique Lemoine (Tournai, 12 de març de 1966) és un exfutbolista belga, que ocupava plaça de migcampista.
Va militar en diversos club de Bèlgica, així com al RCD Espanyol català. El seu millor moment fou amb l'Excelsior Mouscron, tot marcant 41 gols en 127 partits.
Va ser quatre vegades internacional amb la selecció belga.